# Josep Ponsatí
Josep Ponsatí (Banyoles, Pla de l'Estany, 1947) és un artista català, que viu i treballa a Porqueres (Girona). Es va formar a Barcelona amb estades a París i Nova York, i va participar en les accions i esdeveniments col·lectius del conceptualisme de la Catalunya de finals dels anys seixanta del segle xx. Ha estat professor de volum a l'escola EINA, i és especialment conegut per les seves obres inflables, de caràcter marcadament efímer i reflexiu sobre el concepte de paisatge.

## Obra
Les seves primeres escultures cinètiques, de caràcter minimalista i constructivista, aviat van derivar cap al món de l'inflable, un objecte escultòric efímer estretament vinculat al paisatge, pel que va passar a ser conegut i que el va situar en el mapa de l'art conceptual. Normalment els construïa a partir de formes modulars enllaçades, que es basaven en la fragilitat i la modèstia dels materials i en les estructures repetitives pròpies del minimalisme. La Col·lecció MACBA disposa d'una mostra significativa d'enregistraments visuals dels enlairaments d'aquests inflables. Es tracta de pel·lícules que documenten aquestes obres efímeres en diversos punts geogràfics: Granollers, Eivissa, Ponsatí III Peça, Cap de Creus - Cadaqués – Benidorm i Barcelona 1977.
El 1971 va construir el seu primer inflable i des de llavors va centrar la seva expressió plàstica en la producció d'inflables de grans dimensions. Ponsatí va alçar el seu primer inflable a Granollers el 1971, en el marc de la Primera Mostra d'Art Jove, una de les primeres manifestacions de l'art conceptual en una Catalunya encara franquista. L'obra Granollers s'estructurava en onze mòduls de plàstic, uns de color blanc i d'altres, groc. Cadascun d'ells tenia una planta gairebé quadrada de 4 x 4,30 metres, i formava, el conjunt, una torre modular d'uns trenta metres. En l'alçament de l'inflable hi va haver alguns problemes tècnics causats pel vent: s'havia d'enlairar a la plaça Porxada el dia de la inauguració de la Mostra d'Art Jove, però es va haver de posposar. L'endemà de ser enlairat, el vent va fer saltar un dels quatre ancoratges, com que hi havia el perill que l'inflable toqués els cables d'una línia d'alta tensió propera, Ponsatí va optar per deixar-lo anar.
Un segon inflable es va enlairar a la cala Sant Miquel d'Eivissa el mes d'octubre del 1971, durant la trobada de dissenyadors de l'International Council of Societies of Industrial Design (ICSID). L'inflable Eivissa estava format per 12 mòduls blancs de forma lleugerament corbada i de material plàstic. Cada mòdul mesurava 11 x 3,50 metres i la peça sencera feia 41 metres de longitud. Tal com havia observat Alexandre Cirici, en aquesta mena d'obra, l'element material és mínim i el que compta és el ritual, el gest, el moviment i la participació de tots aquells que hi col·laboren.
Ponsatí III Peça, Cap de Creus - Cadaqués - Benidorm va ser el tercer gran inflable de Ponsatí, enlairat entre el juny i l'agost del 1972; primer al Cap de Creus i a Cadaqués, i després, a Benidorm. Era una obra més complexa, amb 40 mòduls triangulars vermells de dues mides, els més grans de 9 metres de costat. Iniciat al Cap de Creus i a Cadaqués, va tenir continuïtat a Benidorm, on, un cop enlairat, va assolir 80 metres d'alçada, i, en una segona etapa, es va enlairar a 160. El 1977, Ponsatí va enlairar un nou inflable a Barcelona, al parc de Montjuïc, format per 17 mòduls triangulars blancs. El 1979 Ponsatí va instal·lar l'obra Escultura al pati de la galeria Maeght a Barcelona, i l'any 1982 l'obra Catalunya, endavant!, també a Barcelona. En aquestes dues obres, Ponsatí va abandonar les formes modulars i va crear un sol cos inflable.
L'any 1973, arran de la seva participació en la Biennal de París, els seus inflables van obtenir un ressò internacional. Si bé l'enlairament d'aquestes estructures aèries tenia un caràcter lúdic i participatiu, anaven sempre precedides d'un càlcul i d'un llarg procés tècnic. En els anys vuitanta i amb posterioritat, Ponsatí ha desenvolupat objectes escultòrics aeris i efímers de molta més complexitat.
L'any 2019 li fou atorgat el Premi Nacional de Cultura de Catalunya, també va ser guardonat amb el premi Trajectòria Personal en l'onzena edició del Banyolí de l'Any 2019.

## Exposicions
Els enregistraments sobre els seus inflables s'han projectat a la Biennal de París (1973), la Fundació Joan Miró (1977), el Centre d'Art Santa Mònica de Barcelona (1989 i 1992), el Museu Reina Sofía (2005), el National Museum of Contemporary Art de Corea (2010), el MACBA (2011), la Moderna galerija de Ljubljana (2011-2012) i el CaixaForum Madrid (2011-2012). El 1986, el Museu d'Història de Girona va dedicar-li una retrospectiva. La seva obra forma part de les col·leccions del Centre Pompidou de París i del MACBA.
Cal remarcar que Ponsatí va ser el protagonista de la primera exposició celebrada a l'Espai 10 de la Fundació Joan Miró, l'any 1978.

### Exposicions destacades
Selecció d'exposicions col·lectives:
- 1969, Pictorama, Barcelona
- 1970, (amb Robert Llimós), manifestació conceptual a la llibreria Anthropos de Barcelona
- 1972, 1900 m3, Vilanova de La Roca
- 1973, Art concept, Banyoles

### Peces inflables
- maig 1971, Granollers, 11 elements blancs i grocs durant 30 dies, 40 metres d'alçada
- octubre 1971, Eivissa, 20 elements blancs durant 3 dies, 40 metres d'alçada
- juny-agost 1972, Cap de Creus, Cadaqués i Benidorm, 40 elements rojos durant 3 dies i 2 dies, 160 i 300 metres d'alçada.[7]
- setembre 1977, Quarta peça inflable, Jardinova, Barcelona[8]